# Franca Boni
Franca Boni, pseudonimo di Francesca Balboni (Milano, 12 novembre 1904 – Buenos Aires, 17 febbraio 1967), è stata un'attrice e soprano italiana naturalizzata argentina.

## Biografia
Nata a Milano, figlia del tenore Augusto Balboni e di Argia Riva, Franca si trasferì a Buenos Aires nel 1932 e si stabilì definitivamente in Argentina.
Qui avviò un'intensa attività artistica, nel campo teatrale, cinematografico e musicale. Fu scelta da registi del calibro di Hugo del Carril, Luis Sandrini, Guillermo Battaglia, Santiago Arrieta e Florindo Ferrario, lavorando a contatto con attrici come Julia Sandoval, Angelina Pagano, Graciela Borges, Sabina Olmos, Myriam de Urquijo e Irma Roy.
Fu inoltre conduttrice radiofonica per le emittenti Radio Argentina e Radio Splendid. Come soprano, alternò l'operetta, la commedia musicale e il teatro di prosa.
Nel 1932 fondò una compagnia insieme a Trucchi e Mercedes, per poi fondarne un'altra con Grandi nel 1934. Nel 1945 e nel 1946 diresse la sua compagnia teatrale nelle ultime stagioni del genere dell'operetta in spagnolo al Teatro Avenida.
Membro della compagnia lirica di Miguel de Grandy, fu impegnata in numerose tournée internazionali nel corso degli anni.
Franca Boni morì a Buenos Aires nel 1967, all'età di sessantadue anni, a causa di un tumore.

## Filmografia

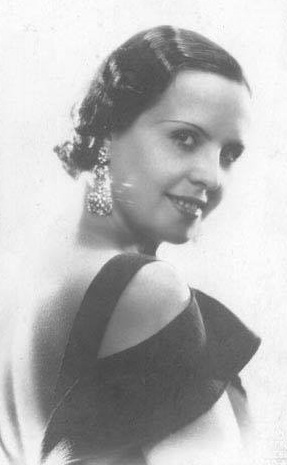
Franca Boni

### Cinema
- Historia del 900, regia di Hugo del Carril (1949)
- Mi esqueleto, regia di Lucas Demare (1959)
- Álamos talados, regia di Catrano Catrani (1960)[7]
- Piel de verano, regia di Leopoldo Torre Nilsson (1961)
- Los viciosos, regia di Enrique Carreras (1962)

### Televisione
- Distrito Norte - serie TV (1959)
- Teleteatro Palmolive-Colgate del aire - serie TV, 1 episodio (1963)
- Dos a quererse - serie TV, 6 episodi (1963)
- Su comedia favorita - serie TV, 1 episodio (1965)[8]

### Teatro
- Invitación a un viaje musical (1944)
- La viuda alegre (1945)
- El Conde de Luxemburgo (1945)
- Las danzas de las libélulas (1945)
- La princesa de las czardas (1946)
- Eva (1946)
- La casta Susana (1946)
- Scugnizza (1946)
- La signora Morli, una e due (1953), rappresentata al Teatro Astral
- La Mamma (1958)[9]
- Estrellas del Music Hall (1960)
- II bell'Antonio (1961)
- Cásese primero... y pague después (1965) di Abel Santa Cruz, rappresentata al Teatro Comedia, con Ricardo Passano, Paulina Singerman, Tito Lagos e Ceres Mila[10]
- Querida Cocó (1966) di Marcel Mithois, rappresentata al Teatro Smart, con Paulina Singerman, Wagner Mautone, Ricardo Robles e Dina Pardés[11]
- Gigí (1967), con Marilina Ross, Raúl Aubel, Lydia Lamaison, Yeya Duciel, Luna Aisemberg e Giani Fiori